# Муралар
Муралар (на гръцки: Πελαργός, Пеларгос, до 1927 година Μουραλάρ, Муралар) е село в Егейска Македония, Гърция, в дем Суровичево (Аминдео), област Западна Македония.

## География
Селото е разположено в котловината Саръгьол на 6 километра източно от Чалджиево (Филотас) и на 12 километра южно от град Суровичево (Аминдео).

## История

### В Османската империя
В „Етнография на вилаетите Адрианопол, Монастир и Салоника“, издадена в Константинопол в 1878 година и отразяваща статистиката на населението от 1873 година, Молари (Molari) е посочено като село в каза Джумали с 10 домакинства и 25 жители мюсюлмани.
В 1889 година Стефан Веркович пише за Муралар:
| „ | Село Моролар с 90 мохамедански къщи. Данъкът им е 11600 пиастри. Селото е разположено в подножието на гористи хълмове и отстои на пет и половина часа път от Флорина. Жителите му се занимават със земеделие и скотовъдство. | “ |

Според статистиката на Васил Кънчов („Македония. Етнография и статистика“) в 1900 година Моралар има 250 жители турци.
На Етнографската карта на Битолския вилает на Картографския институт в София от 1901 година Морулар е чисто турско село в Кайлярската каза на Серфидженския санджак с 80 къщи.
Според статистика на Серфидженския санджак на гръцкото консулство в Еласона от 1904 година в Мусалар (Μουσαλάρ), Кайлярска каза, живеят 400 турци.

### В Гърция
През Балканската война в селото влизат гръцки войски и след Междусъюзническата остава в Гърция. Боривое Милоевич пише в 1921 година („Южна Македония“), че Моралар има 30 къщи славяни християни. По силата на Лозанския договор турското население на Муралар е изселено и на негово място са заселени християни бежанци. В 1927 година селото е прекръстено на Пеларгос. В 1928 година Муралар е чисто бежанско село с 93 бежански семейства и 345 жители бежанци.
До 2011 година селото е част от дем Чалджиево (Филотас).
Преброявания
| Година    | 1913 | 1920 | 1928 | 1940 | 1951 | 1961 | 1971 | 1981 | 1991 | 2001 | 2011 | 2021 |
| --------- | ---- | ---- | ---- | ---- | ---- | ---- | ---- | ---- | ---- | ---- | ---- | ---- |
| Население |      |      |      |      |      |      |      |      |      | 345  | 325  | 227  |